# 1762
1762 (MDCCLXII) a fost un an obișnuit al calendarului gregorian, care a început într-o zi de joi.

## Evenimente
- Epidemie de ciumă la Timișoara.
- În Cetatea Timișoara se construiește prima sinagogă a comunității evreiești.

## Nașteri
- 29 aprilie: Jean-Baptiste Jourdan, general francez (d. 1833)
- 19 mai: Johann Gottlieb Fichte, filosof german (d. 1814)
- 12 august: George al IV-lea (n. George Augustus Frederick), rege al Regatului Unit al Marii Britanii, Irlandei și Hanovrei (d. 1830)
- 10 septembrie: Karl Ludwig, Prinț de Hohenlohe-Langenburg (d. 1825)
- 30 octombrie: André Chénier, poet francez (d. 1794)
- 1 noiembrie: Spencer Perceval, prim-ministru al Regatului Marii Britanii (d. 1812)

## Decese
- 5 ianuarie: Împărăteasa Elisabeta a Rusiei (n. Elisabeta Petrovna), 52 ani (n. 1709)
- 21 martie: Nicolas Louis de Lacaille, 49 ani, astronom francez (n. 1713)
- 26 mai: Alexander Gottlieb Baumgarten, 47 ani, filosof german (n. 1714)
- 13 iulie: James Bradley, 69 ani, astronom englez (n. 1693)
- 17 iulie: Țarul Petru al III-lea al Rusiei (n. Karl Peter Ulrich), 34 ani (n. 1728)
- 31 august: Împăratul Momozono al Japoniei, 21 ani (n. 1741)